# Cantó de Tullins
El cantó de Tullins  és un cantó francès del departament de la Isèra, situat al districte de Grenoble. Té 10 municipis i el cap és Tullins.

## Municipis
- Cras
- Montaud
- Morette
- Poliénas
- Quincieu
- La Rivière
- Saint-Paul-d'Izeaux
- Saint-Quentin-sur-Isère
- Tullins
- Vatilieu

## Història
| Data d'elecció                           | Identitat        | Partit                         | Qualitat |
| ---------------------------------------- | ---------------- | ------------------------------ | -------- |
| 1945-1973                                | Joseph Garavel   | radical, després Divers gauche |          |
| 1973-1985                                | Clément Gondrand | Divers droite                  |          |
| 1985-1992                                | Moïse Zala       | Divers droite                  |          |
| 1992-                                    | André Vallini    | PS                             |          |
| les dades anteriors no són pas conegudes |                  |                                |          |
|                                          |                  |                                |          |

| 1962  | 1968  | 1975  | 1982  | 1990   | 1999   | 2007   |
| ----- | ----- | ----- | ----- | ------ | ------ | ------ |
| 7.203 | 8.016 | 8.180 | 9.330 | 10.119 | 11.462 | 12.647 |